# أميرة ثاج (مدفن)
أميرة ثاج هو مدفن لطفلة صغيرة ارتدت قناع من الذهب الخالص و مجوهرات ذهبية أخرى قد اكتشف في بلدة ثاج التاريخية والواقعة بالمنطقة الشرقية من المملكة العربية السعودية .

## الموقع
تقع ثاج في شمال شرقي المملكة العربية السعودية على بعد نحو 95 كلم من مدينة الجبيل غرباً وعلى بعد نحو 150 كلم من مدينة الظهران شمالاً. 

## الاكتشاف
في أحد تلال بلدة ثاج القديمة شرق السعودية وفي سنه 1998 م , أرادت سيدة سعودية بناء منزل والحصول على تصريح البناء، و استلزم أن يزور الأرض فريق من الباحثين قبل منحها التصريح بسبب قرب أرض منزلها من منطقة تاريخية . بعد زيارة الفريق للموقع لفت انتباه المختص الأثري في متحف الدمام الإقليمي سعيد الصناع رماد أسود بالموقع فاتجه للتنقيب حوله حتى تم اكتشاف رفات الطفلة التي يعتقد أنها تعود لعائلة ملكية في حضارة ثاج وعمرها لا يتجاوز عشرة سنوات , حيث وضع جسدها على سرير بقوائم برونزية شكلت على هيئة آدمية ونثرت قطع ذهبية و العديد من القطع البرونزية والفخارية حول رفات الطفلة التي أطلق عليها لاحقًا اسم أميرة ثاج .  كما كانت ترتدي قناعا ذهبيا على وجهها، ووخاتمين ذهب بهما عقيق منقوش عليه صور لوجود مدقنة، إضافة إلى شريط ذهبي في شعرها وقلادة ذهبية وأساور ذهب يزن الواحد منها نحو 20 كيلو. 
بلغت وزن الذهب المكتشف في مدفن أميرة ثاج ما يقارب 18 كيلو جرام . 

## التاريخ
كشف علماء آثار سعوديين أن مدفن أميرة ثاج يعود إلى نحو ألفي سنة أي في الحقبة الهلينستية , حيث كانت السعودية تتوسط العالم و مارس الانسان السعودي القديم التجارة عبر قوافل البخور الممتدة بجميع أنحاء المملكة حيث كانت أحد خطوط القوافل تمر عبر مدينة ثاج . 
وذكر المختص الأثري سعيد الصناع أن الفتاة بعمر صغير و حسب حجم هيكلها العظمي. ويستدل سعيد الصناع على صحة العمق الزمني بطريقة الدفن و أن الدفن القرفصائي هو نفس طريقة الدفن الموجود في حضارة ديلمون .